# Seyoum Tesfaye
Seyoum Tesfaye là một cầu thủ bóng đá người Ethiopia, thi đấu ở vị trí hậu vệ cho Dedebit F.C..

## Sự nghiệp quốc tế
Vào tháng 1 năm 2014, huấn luyện viên Sewnet Bishaw, triệu tập anh vào đội hình Ethiopia tham dự Giải vô địch bóng đá châu Phi 2014. Đội tuyển bị loại ở vòng bảng sau thất bại trước Congo, Libya và Ghana.

### Bàn thắng quốc tế
Tỉ số và kết quả liệt kê bàn thắng của Ethiopia trước.
| #  | Ngày                 | Địa điểm                                        | Đối thủ    | Tỉ số | Kết quả | Giải đấu                                         |
| -- | -------------------- | ----------------------------------------------- | ---------- | ----- | ------- | ------------------------------------------------ |
| 1. | 8 tháng 9 năm 2012   | Sân vận động Al-Merrikh, Omdurman, Sudan        | Sudan      | 3–3   | 3–5     | Vòng loại Cúp bóng đá châu Phi 2013              |
| 2. | 5 tháng 9 năm 2015   | Sân vận động Linité, Victoria, Seychelles       | Seychelles | 1–1   | 1–1     | Vòng loại Cúp bóng đá châu Phi 2017              |
| 3. | 25 tháng 10 năm 2015 | Sân vận động Addis Ababa, Addis Ababa, Ethiopia | Burundi    | 1–0   | 3–0     | Giải vô địch bóng đá châu Phi 2016 qualification |
| 4. | 25 tháng 1 năm 2016  | Sân vận động Amahoro, Kigali, Rwanda            | Angola     | 1–2   | 1–2     | Giải vô địch bóng đá châu Phi 2016               |